# Ipatinga
Ipatinga es un municipio brasileño del estado de Minas Gerais, en la región donde el río Piracicaba tiene desembocadura en el río Doce y está a 205 kilómetros de Belo Horizonte, la capital del estado.
Limita con los municipios de Caratinga, Coronel Fabriciano, Mesquita, Santana do Paraíso y Timóteo.
Es una de las ciudades más prósperas del este del estado de Minas Gerais, volviéndose referencia en todo el estado debido al alto Índice de Desarrollo Humano (IDH), por los buenos indicadores sociales, infraestructura, salud, empleo y áreas verdes. Posee el mayor centro de compras del este mineiro, el Shopping do Vale do Aço. En Ipatinga está situada una de las mayores siderúrgica de Brasil y del mundo, la Usiminas S/A. En la ciudad se halla uno de los principales hospitales de Minas Gerais (el Hospital Márcio Cunha). El aeropuerto Ipatinga es el segundo en movimiento del interior de Minas, después de Uberlândia.

## Etimología
El origen del nombre "Ipatinga" varía según la fuente. Una versión afirma que es un término del tupí que significa "lugar de desembarco de aguas limpias". Según Eduardo Navarro, en su Diccionario de Tupí Antiguo (2013), el nombre significa "laguna clara" (upaba, laguna y tinga, clara). Otra versión afirma que es un arreglo creado por el ingeniero Pedro Nolasco, responsable del proyecto del Ferrocarril de Vitória a Minas, utilizando los elementos "Ipa" (de la ciudad de Ipanema) y "tinga" (de Caratinga).

## Fotos

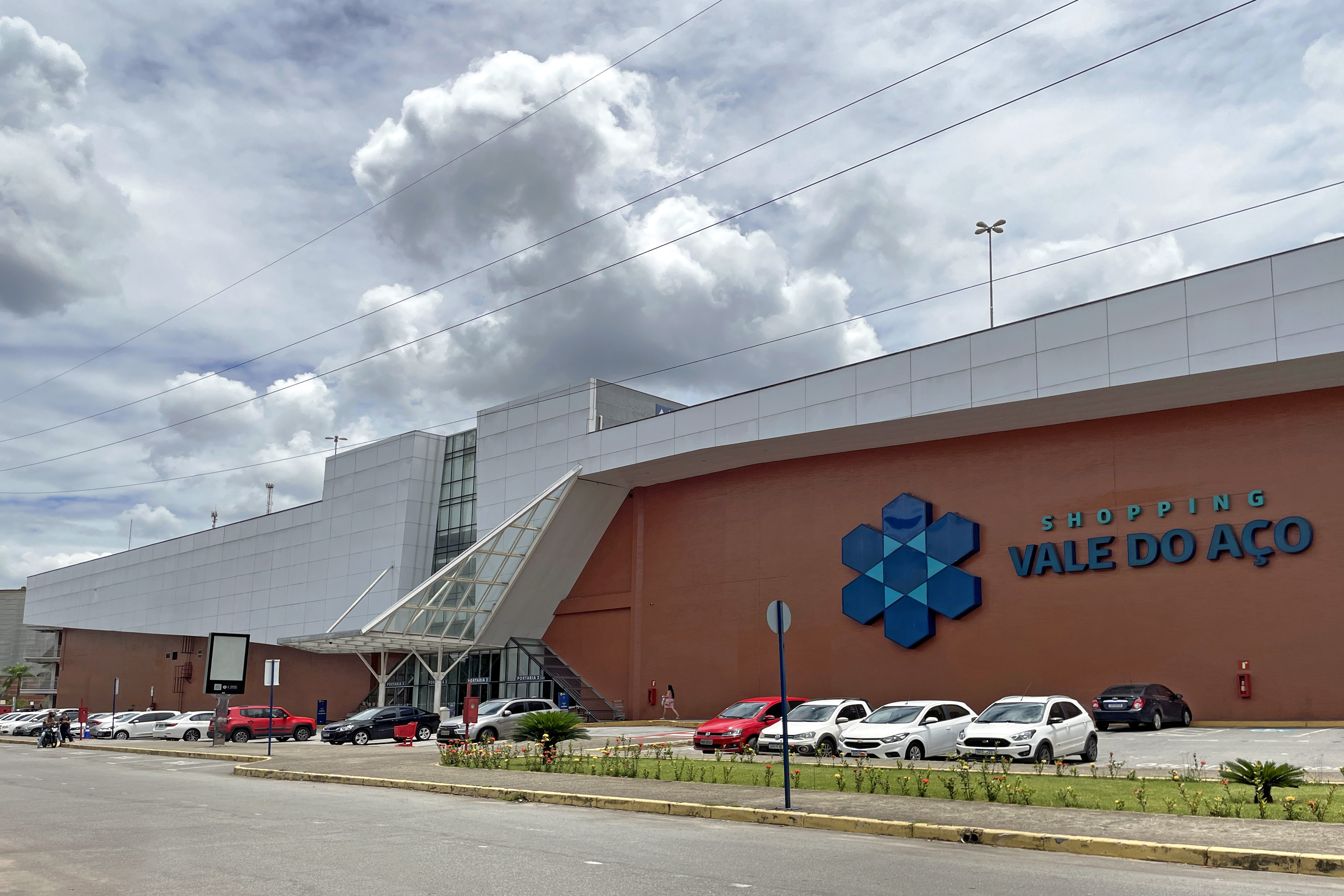
Shopping Vale do Aço
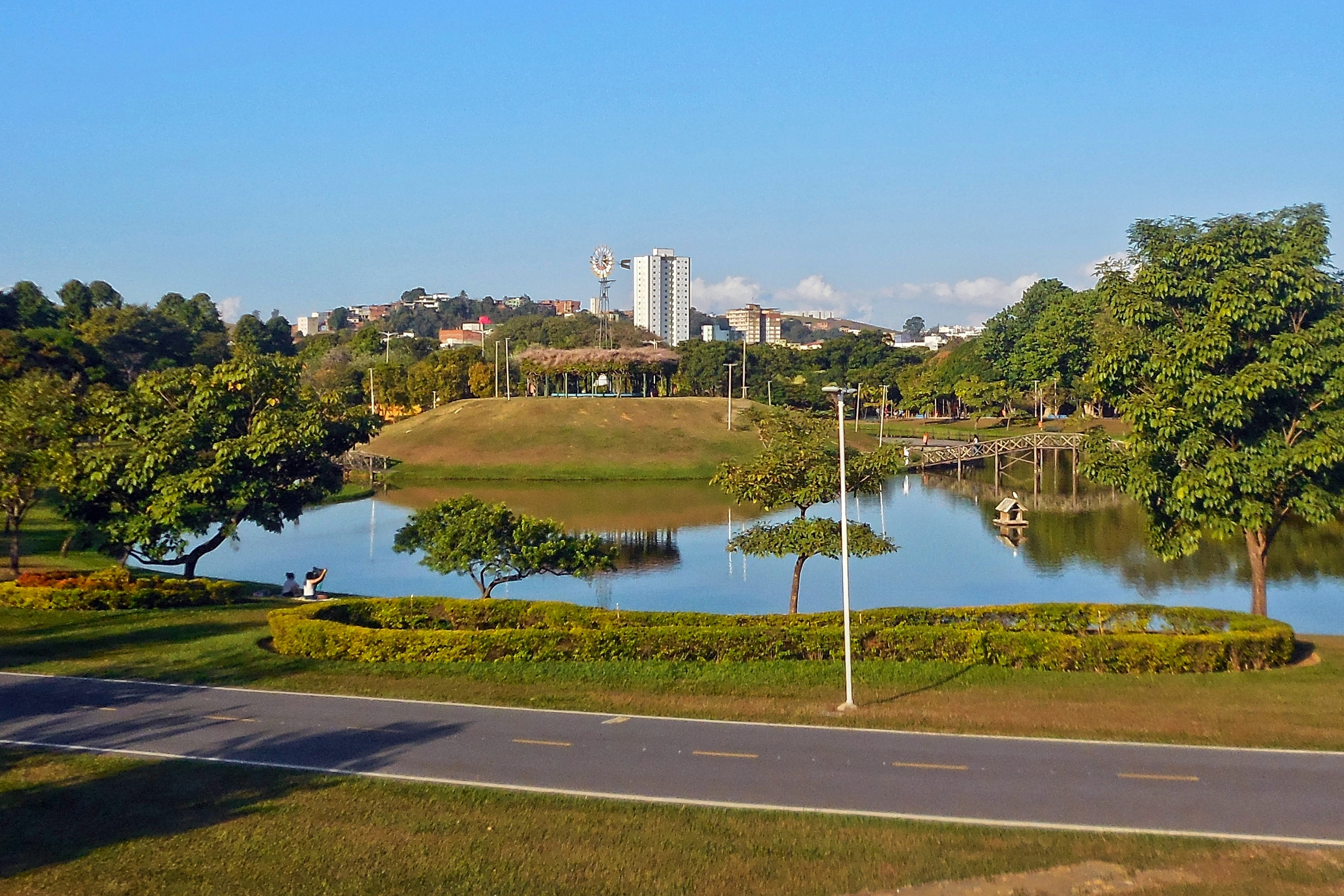
Parque Ipanema
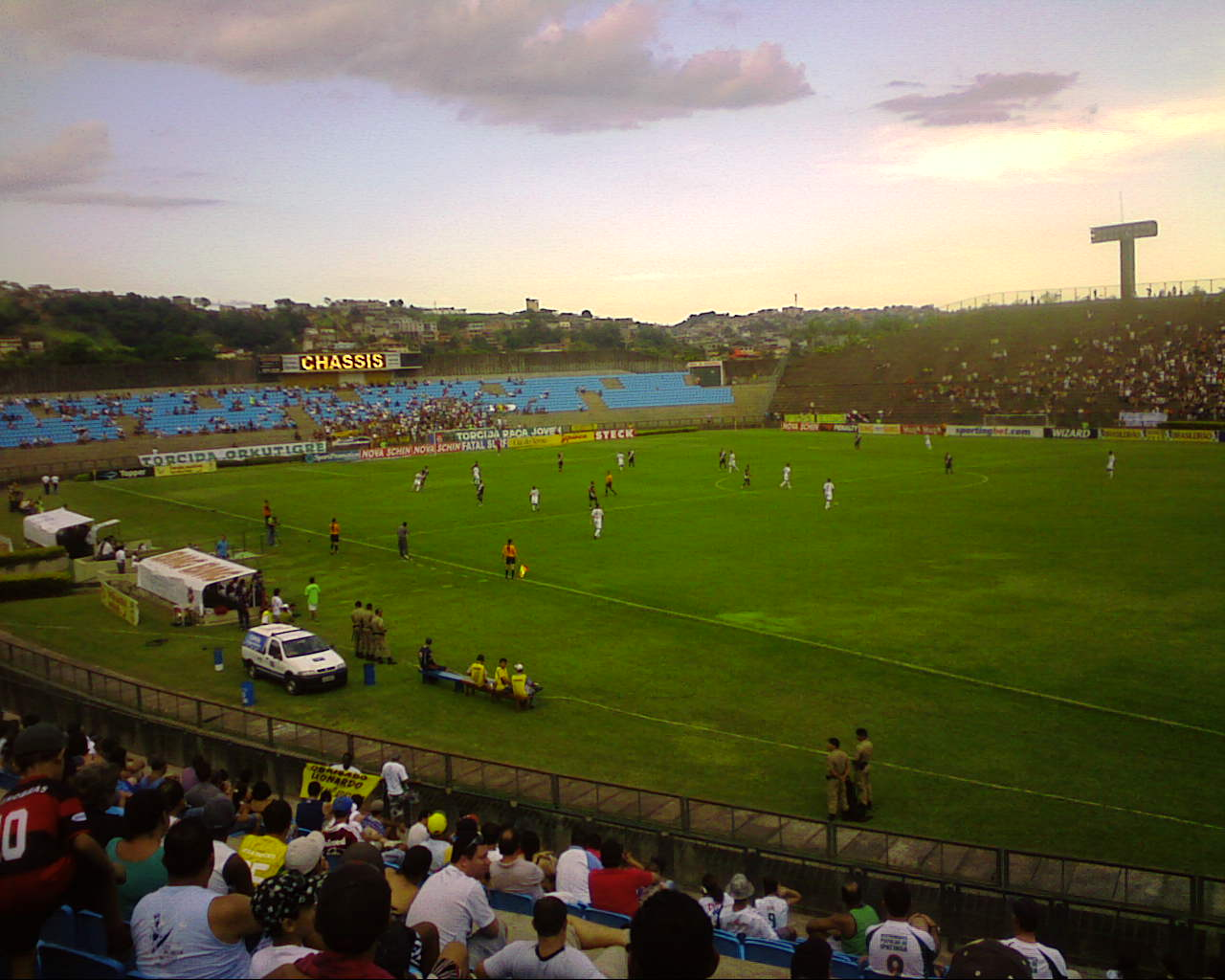
Estádio Municipal João Lamego Netto, el Ipatingão